# Surface-mount technology

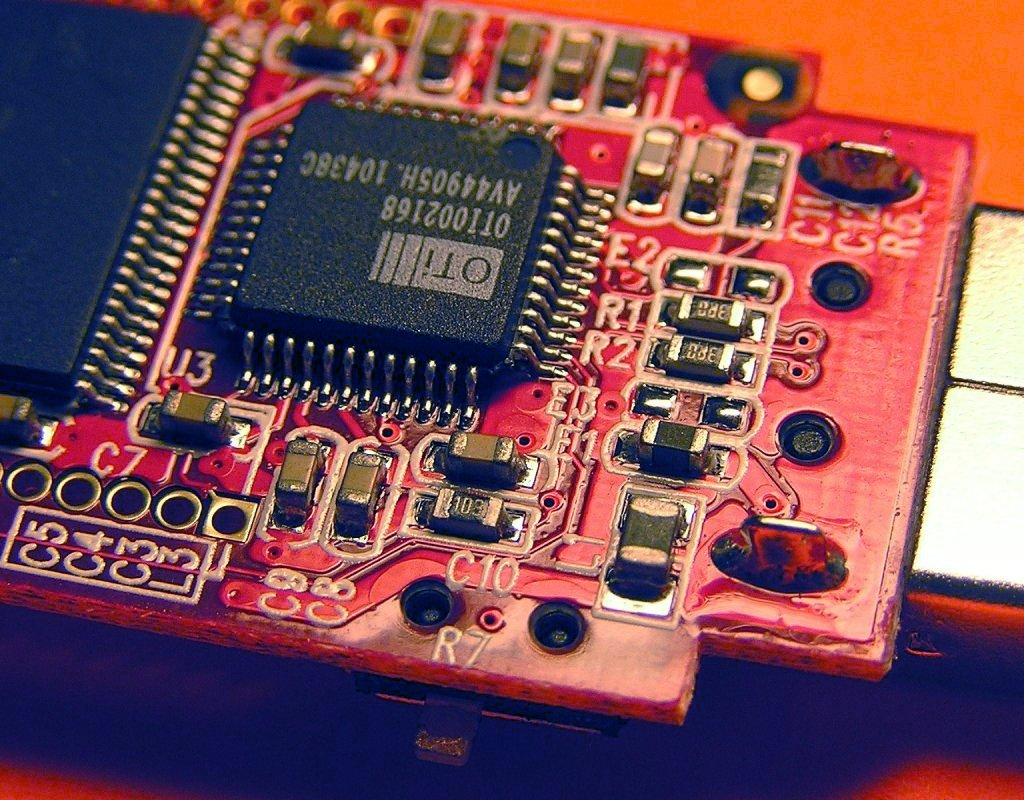
SMT-componenten op een flashdrive-printplaat.
De kleine rechthoekige componenten met nummers zijn weerstanden. De ongemarkeerde kleine rechthoekige zijn condensatoren. De zichtbare condensatoren en weerstanden zijn voornamelijk een combinatie van 0805 en 0603 maten. De kleinste chip-condensatoren zijn van maat 0402.

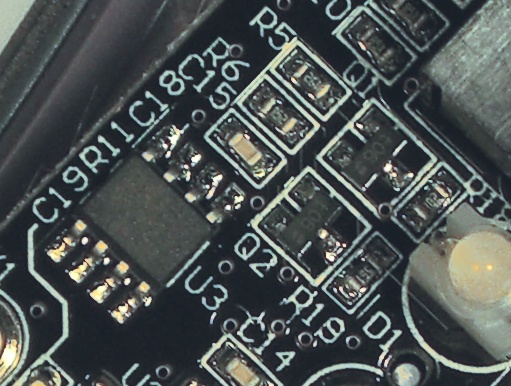
SMT-componenten op een printplaat

Surface-mount technology (SMT) is een technologie om elektronische apparaten met surface-mounted devices (SMD) te maken. Meestal is dit het plaatsen van de SMD-componenten op een printplaat, waarbij de componenten tegen het oppervlak aan zijn gemonteerd, in tegenstelling tot de 'klassieke' componenten, die relatief lange aansluitdraden hebben. Na de uitvinding van SMD-componenten bleek dat er behoefte was aan speciale toepassingen die nodig zijn om deze printplaten te kunnen maken. Zo waren nieuwe verpakking, behandeling, montage en bevestiging nodig voor het produceren en maken van elektrische apparaten.

## Verpakking
De verpakking van SMD-componenten wordt verzorgd door de producent van de componenten en moet voldoen aan een bepaalde standaard (Institute of Electrical and Electronics Engineers (IEEE), JEDEC, etc) zodat producenten van apparaten eenvoudig de componenten kunnen verwerken. De verpakking is grofweg in 4 soorten in te delen:
1. Tape: een lange band die op een rol is opgerold en waarbij elke SMD-component apart in een klein bakje of uitsparing zit. In iedere tape kunnen, afhankelijk van het type SMD-component, wel meer dan 10000 componenten zitten. Er zijn 2 soorten tape: papiertape en blistertape. De standaardbreedte van de tapes kan variëren van 8, 16, 24, 32, 44, 56 millimeter.
2. Tray of pallet: een plaat of plankje waarop meestal een aantal SMD-componenten ligt. Deze componenten liggen op een vaste plek langs elkaar. Het zijn vaak de duurdere elektronische geïntegreerde schakelingen (IC's)
3. Bulk: een grote hoeveelheid van dezelfde componenten in een container of patroon, waarbij deze dan via een slimme methode onder de juiste hoek en ligging worden gedraaid. Deze toepassing kan alleen maar gebruikt worden bij componenten die klein zijn en ongevoelig voor elektrische polarisatie tijdens gebruik (passieve componenten). Het voordeel van deze methode is dat bijna geen afval ontstaat tijdens het produceren.
4. Stick: de SMD-component zitten in een plastic pijp/buis. Dit wordt meestal gedaan bij SMD-componenten die eerder voorbehandeld zijn. Bijvoorbeeld door het programmeren van software in de componenten.

## Behandeling
Alvorens een SMD-component op de printplaat geplaatst kan worden, moet er eerst voor gezorgd worden dat de reeds geplaatste componenten niet verschuiven of wegspringen. Om dit te voorkomen zijn er twee mogelijkheden:
1. Soldeerpasta: hierbij worden alle aansluitpunten voor de componenten voorzien van een klein laagje soldeerpasta. Hierop wordt vervolgens de component geplaatst.
2. Lijmen: één of meer lijmdruppels worden op de printplaat gezet waarna de component met zijn behuizing in deze druppel(s) wordt geplaatst. Nadat alle componenten geplaatst zijn, wordt de lijm verder uitgehard in een oven waarna de printplaat verder behandeld kan worden. Lijmen is steeds minder aantrekkelijk omdat gebruikmaken van soldeerpasta veel gunstigere eigenschappen heeft.

## Montage/plaatsing
Nadat de lijm of pasta is aangebracht, kunnen alle componenten van een kant van de printplaat worden geplaatst. Dit kan met de hand middels een speciale pipet waarbij de component in de lijm of soldeerpasta wordt gedrukt. Afhankelijk van de toepassing en het fabricagegebied kunnen componenten semiautomatisch of volautomatisch worden geplaatst. Dit gebeurt met speciale robots. In Nederland zijn o.a. Dima en Assembléon actief in de productie van z.g. pick and place machines.

## Bevestiging

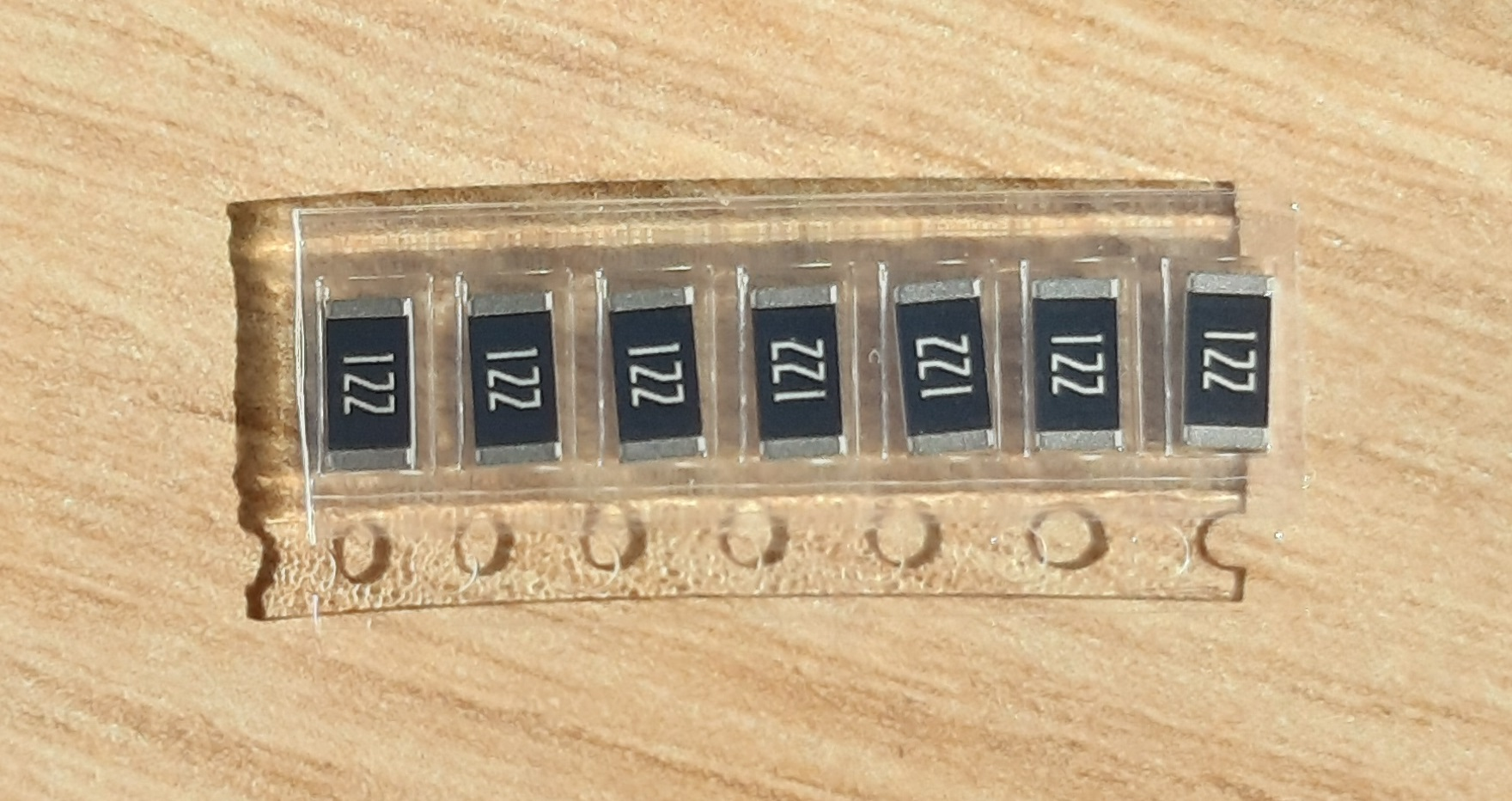
SMD-weerstanden in originele verpakking - deze verpakking maakt gebruik in een montagemachine mogelijk

Als alle componenten geplaatst zijn gaat de printplaat door een soldeeroven waarna alle componenten ineens goed bevestigd worden. Bij een printplaat die met lijmen is bestukt, zal middels een golfsoldeeroven worden gesoldeerd. Een printplaat met een soldeerpasta-toepassing gaat gewoon door een heteluchtoven. Bij de soldeerpastatoepassing heeft de capillaire werking van de soldeer een gunstig effect en zal een component die iets verkeerd geplaatst wordt toch gecorrigeerd worden.
Nadat de printplaat door de oven is gegaan, kan deze nog verder worden behandeld. Dit kan inhouden dat ook nog de onderkant wordt bestukt met SMD-componenten, of als de printplaat klaar is testen en afregelen en eindmontage.
Overige SMT-terminologie:
- badmark
- ball grid array
- dispenser
- fiducial
- flip chip
- nozzle
- package type
- reflow
- screen printer
- splicing
- tape feeder
- vision

## Voetnoten
1. ↑  Assembléon - SMT Pick & Place Equipment - Home page